# バラ園の聖母 (ルイーニ)
『バラ園の聖母』（ばらえんのせいぼ、伊: Madonna del Roseto）は、1826年にジュゼッペ・ビアンキ・コレクションから取得され、現在ミラノのブレラ美術館にあるベルナルディーノ・ルイーニによる1510年頃の油彩の板絵である。
画家の青年期の傑作であり、伝統的にパヴィア修道院から依頼されたと考えられているが、これを支持または否定する文書は残っていない。聖母の顔は、レオナルド・ダ・ヴィンチの影響を強く受けている。幼児キリストは左手で花瓶を指さし、このことによって母親を神秘的な花瓶として提示している。右手で花瓶の中で成長しているオダマキの茎を持ち、その赤みがかった色は彼自身の受難を表している。 